# ERA (中村一義のアルバム)
『ERA』（イーラ）は、中村一義の3枚目のオリジナルアルバム。2000年9月6日に東芝EMIから発売された。

## 概要
- 前作『太陽』以来、約2年ぶりに発売されたアルバムである。
- 細野晴臣を始め、後に100sを結成する池田貴文や玉田豊夢など、多数のゲストが参加している。

## 収録曲
全作詞・作曲・編曲：中村一義（8のみ作曲：エドワード・エルガー）
1. イーラ (0:32)
2. 1,2,3 (4:32)
3. ロザリオ (3:31)
4. メロウ (4:43)
5. スヌーズ・ラグ (0:31)
6. ピーナッツ (4:26)
7. ショートホープ (4:05)
8. 威風堂々 (Part 1) (1:41) - 威風堂々第1番をアレンジ。
9. 威風堂々 (Part 2) (3:17)
10. 虹の戦士 (4:11)
11. ジュビリー・ジャム (0:37)
12. ジュビリー (5:28)
13. ゲルニカ (4:07) - パブロ・ピカソの絵画『ゲルニカ』をモチーフとしている[1]。
14. グレゴリオ (1:26)
15. 君ノ声 (4:50)
16. ハレルヤ (7:47)
17. バイ・CDJ (0:25)
18. ロックンロール (2:50)
19. 21秒間の沈黙 (0:21)
20. 素晴らしき世界 (4:03)
21. シークレット・トラック

## 参加ミュージシャン
- 中村一義 - ボーカル、コーラス、プログラミング、全ての楽器 (特記なきもの)
- 伊藤直樹 - ドラムス、パーカッション (#09, 10, 14, 15)
- 玉田豊夢 - ドラムス、パーカッション (#06, 07, 18, 20)
- 鈴木正人 - ベース (#08, 09, 13, 14, 15, 20)
- 沖山優司 - ベース (#07, 18)
- 細野晴臣 - ベース (#06)
- 高野寛 - ギター (#04, 09, 13, 14, 15, 20)
- 名越由貴夫 - ギター (#06, 10, 20)
- 岸田繁 (くるり) - ギター (#07)
- 真島昌利 - ギター (#18)
- 細海魚 - キーボード (#03, 04, 09, 10, 13, 14, 15, 16, 18, 20)
- 池田貴文 - キーボード (#07, 20)
- 朝本浩文 - キーボード (#06)
- 権藤知彦 - ストリングス・アレンジ、ユーフォニアム (#08, 13)
- 徳澤青弦ストリングス - ストリングス (#08, 13)
- 南浩之 - フレンチ・ホルン (#08)
- 高田みどり - スネア・ドラム (#08)